# Fontinalis redfearnii
Fontinalis redfearnii là một loài Rêu trong họ Fontinalaceae. Loài này được B.H. Allen mô tả khoa học đầu tiên năm 1991.